# ひなぎくと少女
ひなぎくと少女（ひなぎくとしょうじょ、英語: Daisy Girl、デイジー（Daisy）、ピース・リトル・ガール（Peace, Little Girl））とは、1964年アメリカ合衆国大統領選挙において、民主党のリンドン・ジョンソン候補（現職）の陣営によってテレビで放送された全長1分の選挙広告である。共和党のバリー・ゴールドウォーター候補に対するネガティブ・キャンペーンとして意図されたものであり、放送は1度きりであったもののジョンソンの圧勝に大きな役割を果たしたとされる。また、政治・広告の双方にとって重要な転換点であるとされるとともに、最も波紋を呼んだ政治広告の一つである。

## 内容
広告は鳥がさえずる草原で、モニーク・コージリアス（3歳）演じる少女がヒナギク（デイジー）の花びらを1枚ずつもいでいる場面から始まる。
時に同じ数字を繰り返したり、数え間違えたりしながら花びらを9まで数え、次の数字を思い出そうとしているところで、突然男性の声で10からミサイル発射のカウントダウンが始まる。それを聞いてか少女は顔を上げて遠くの一点を見つめ、そこで映像は停止して右目へとズームする。
画面が瞳孔のアップになると、同時にカウントダウンは終了し、核爆発の映像に切り替わる。初めは地上付近での爆発、次にキノコ雲、そして爆発による高温発光の様子が映し出され、この間、ジョンソンの声で「これは大変なことです。我々神の子が、みな生きていくことが出来る世界を創造するのか、それとも暗闇に閉ざされた世界で生きなくてはならないのか、あなた方の一票に全てが掛かっています。私たちは互いに愛しあわねばなりません。さもなくば待つのは、死のみです。」（These are the stakes. To make a world in which all of God's children can live, or to go into the dark. We must either love each other, or we must die.）との音声が流れる。
テレビCMの最後には、ジョンソン陣営による他のテレビ広告同様、黒地に白文字で「11月3日はジョンソン大統領に投票を。」（VOTE FOR PRESIDENT JOHNSON ON NOVEMBER 3.）の文字が映し出され、クリス・シェンケルがこれを読み上げて「自宅に留まって棄権する行為が一番危険です。」（The stakes are too high for you to stay home.）と付け足す。
なお、ゴールドウォーター候補の名前は一度たりとも触れられていない。

## 背景
リンドン・ジョンソンは1963年にジョン・F・ケネディが暗殺されたことによって政権を引き継ぎ、1964年の大統領選挙を迎えていた。
対立候補のバリー・ゴールドウォーターは社会福祉の削減や軍事行動の推進などの右派的な政策を掲げており、核兵器の使用に対しても積極的な姿勢を見せていた。ジョンソンの陣営はこれを利用しようとし、「一度の衝動的な行動で、ボタンを1つ押すことで日暮れまでに3億人を殺すことができる。」（by one impulse act you could press a button and wipe out 300 million people before sundown.）などといったゴールドウォーターの発言を引いて核戦争を進んで引き起こしかねないという印象付けを行った。これに対してゴールドウォーターは、ジョンソンが間接的に自分を難じていると非難し、メディアもそれを大きく取り上げすぎていると主張した。ジョンソンがベトナム戦争の縮小を望んでいたのに対し、ゴールドウォーターは戦争の継続を支持しており、必要であれば核兵器の使用もいとわないとしていたのである。
「ひなぎくと少女」はこのようなゴールドウォーターの思想を利用しようとした広告の1つであり、同じく核兵器を扱ったものとして「アイスクリームと少女」（Girl with Ice Cream Cone）がある。また、「ゴールドウォーターを支持するKKK」（KKK for Goldwater）や「共和党員の告白」（Confessions of a Republican）ではゴールドウォーターとKKKとのつながりが強調された。「東海岸」（Eastern Seaboard）では「東海岸をのこぎりで切って海に流してしまえれば、この国はもっと良くなるんじゃないかとときどき思う。」（Sometimes I think this country would be better off if we could just saw off the eastern seaboard and let it float out to sea.）という発言が批判された。

## 制作
同テレビCMは、広告会社のドイル・デーン・バーンバック（DDB）とサウンドデザイナーのトニー・シュワルツによって制作された。DDB側のチームにはアートディレクターとしてシド・マイアーズ、プロデューサーとしてアーロン・エールリック、シニアコピーライターとしてスタン・リー、ジュニアコピーライターとしてジーン・ケースが参加していた。
少女がひなぎくの花びらの数を数えている場面を、ミサイル発射のカウントダウン、最後の核爆発につなげるというアイディアは、シュワルツのものであり、1962年の国際連合の反核公共広告にも使用されていた。キャスティングと撮影はDDB側単独で行われた。広告の視覚的側面の帰属は、DDBとシュワルツ双方が主張している。

## 放送と反響
「ひなぎくと少女」は1964年9月7日月曜日の夜、NBCでの「愛欲の十字路」の放映中に、1度のみ放送された。
ジョンソンの陣営は核戦争の可能性を有権者を脅すために利用したことを批判された。ケンタッキー州選出の上院議員スラストン・バラード・モートン（共和党）は9月16日の上院で、民主党全国委員会が「パニックに突き動かされた虚構」をテレビで放送しており、ジョンソン大統領は責任をとらなければならない、と述べた。また、モートンはこの広告が「子供に恐怖を与え、親に圧力をかけることを目的としている」と指摘した。
批判を受け、陣営は以後の放送を中止したが、ニュース番組やトーク番組では全編が引用されることもあった。ジョンソン大統領の特別補佐官を務めたジャック・ヴァレンティは、のちに「放送中止がジョンソン陣営の気高さを示す役割を果たした」として、計画されていたのではないかと述べている。
投票は放送から約2か月後の1964年11月3日に行われ、ジョンソンが61.1％の票を獲得、コロンビア特別区と50州のうち44州を制して当選した。これは対立候補が実質的に存在しないなかジェームズ・モンローが再選された1820年大統領選以来の圧勝であった。

## その後
放送後、複数の政治広告で模倣や引用がされている。
アメリカ大統領選挙では、以下の陣営によって利用された。
- 1984年大統領選 - ウォルター・モンデール（民主党・落選）- 類似した広告[映 4]を放送
- 1996年大統領選 - ボブ・ドール（共和党・落選）- 薬物乱用を最大の脅威だとした広告「脅威」（The Threat）[映 5]の冒頭で一部を引用
- 2016年大統領選 - ヒラリー・クリントン（民主党・落選）- 少女を演じたモニーク・ルイスが「ひなぎくと少女」を振り返り、ゴールドウォーターをドナルド・トランプ（共和党・当選）と重ね合わせる広告[映 6]を放送[10]

アメリカでは、2010年に新戦略兵器削減条約の批准を求めるロビー団体アメリカン・バリューズ・ネットワークによって「ひなぎくと少女」のリメイクが行われた。
また、オーストラリアでは、2007年総選挙の際にオーストラリア緑の党が核兵器ではなく気候変動を題材として、リメイクを行った。